# Australonyx
Australonyx — вимерлий рід наземних лінивців, ендемік Південної Америки під час пізнього плейстоцену. Його знайшли в Бразилії.

## Відкриття
Зразок голотипу було знайдено в Poço Azul, підводній печерній системі в Nova Redenção, штат Баїя. (У тій самій печері також були виявлені залишки іншого вимерлого виду лінивців, Ahytherium.) Зразок добре зберігся, складався з передньої та задньої половини черепа (але відсутній середній відділ), нижньої щелепи, більшої частини хребта та деяких елементи з кінцівок. Крім того, до цього виду можна віднести майже ідентичний майже повний череп з Rondônia.